# Palaemnema joanetta
Palaemnema joanetta är en trollsländeart som beskrevs av Kennedy 1940. Palaemnema joanetta ingår i släktet Palaemnema och familjen Platystictidae. IUCN kategoriserar arten globalt som livskraftig. Inga underarter finns listade i Catalogue of Life.